# Dzwony kornewilskie

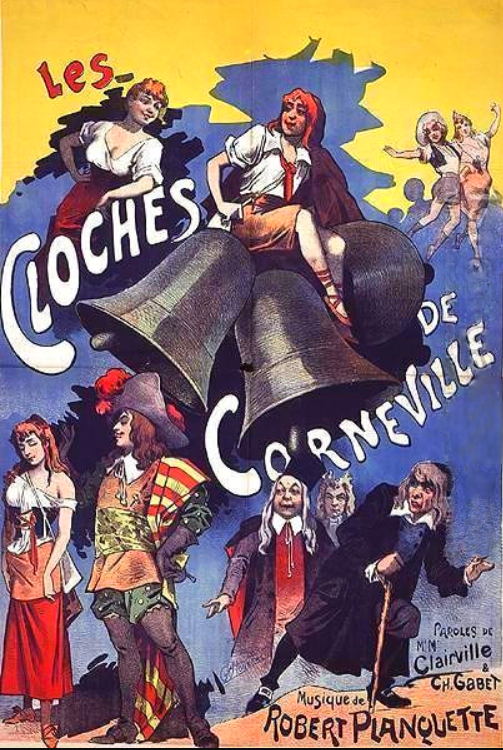
Afisz teatralny (1877)

Dzwony kornewilskie (także Dzwony z Corneville i Dzwony z Kornewilu, fr. Les cloches de Corneville) – operetka Roberta Planquette’a w trzech aktach. Libretto zostało napisane przez Louisa François Clairville’a i Charlesa Gabeta. Prapremiera odbyła się w Paryżu 19 kwietnia 1877. Premiera polska odbyła się w Warszawie 2 kwietnia 1879.

## Osoby
- Gaspard – zarządca dóbr i zamku Corneville. Stanowisko zarządcy jest już dawno zniesione, jednak Gaspard, wykorzystując fakt, że od dwudziestu lat nikt z właścicieli nie interesował się zamkiem, nadal czerpie zyski z majątku i rozpuszcza plotki, że zamek jest opanowany przez duchy i upiory.
- Hrabia Henryk de Corneville (w niektórych polskich przedstawieniach: Margrabia) – bratanek zmarłego na obczyźnie hrabiego de Lucenay i prawowity pan zamku.
- Germaine (w niektórych polskich przedstawieniach: Żermena) – siostrzenica Gasparda. Jest zakochana w Grenicheux sądząc, że to on uratował ją, gdy tonęła w morzu.
- Dziewanna – służąca Gasparda, sierota (jej imię wywodzi się stąd, że jako niemowlę została znaleziona w dziewannie).
- Grenicheux – młody rybak, dawniej chłopiec Dziewanny, którego jednak odbiła mu Germaine
- Sędzia
- pisarz sądowy, kancelista, marynarze, młode dziewczęta, wieśniacy, marynarze, służba domowa, czeladź[1].

## Fabuła

### Akt I
Akcja rozgrywa się w Corneville (Normandia) w drugiej połowie XVII w. Właśnie odbywa się tradycyjny targ czeladzi i woźniców. Dziewanna, aby uciec z zamku Corneville, chce nająć się u kogoś do służby. Tymczasem Gaspard planuje wydać swą siostrzenicę za starego Sędziego. Liczy na to, że Sędzia zajęty młodą żoną, przestanie interesować się zamkiem Corneville i tym samym zagrażać uprzywilejowanej pozycji Gasparda. Germaine nie chce słyszeć o tym ślubie, jest bowiem zakochana w Grenicheux i planuje ucieczkę. Grenicheux, próbując uciec przed Gaspardem, w zamieszaniu zrzuca perukę z głowy Sędziego i odrzuca ją daleko. Za ten czyn grozi mu więzienie i zemsta Gasparda. Jedynym wyjściem jest nająć się do kogoś na woźnicę, gdyż zgodnie z miejscowym prawem osoba najęta do służby podczas targu w Corneville staje się absolutną własnością swego pana i nie podlega już żadnym innym prawom. Na targu pojawił się również nierozpoznany przez nikogo hrabia Henryk. Germaine powtarza mu legendę wymyśloną przez Gasparda: że na zamku panują duchy i upiory i dopiero wnuk markiza de Corneville, gdy powróci może je przepędzić, a wtedy odezwą się dzwony z zamkowych wież. Hrabia Henryk najmuje do służby: Dziewannę, Grenicheux’a i Germaine.

### Akt II
Hrabia Henryk wraz ze swoją świtą udaje się nocą na zamek Corneville, aby wyśledzić duchy i upiory. Krążąc wśród zamkowych pomieszczeń odkrywa przebranie ducha oraz teczkę z dokumentami. Wynika z nich, że Dziewanna jest w rzeczywistości córką hrabiego de Lucenay, a zatem dziedziczką ogromnego majątku. Hrabia de Lucenay miał powierzyć ją jako niemowlę Gaspardowi, aby ją uchronić przed swymi wrogami. Gdy nadchodzi godzina, kiedy powinny pojawić się duchy i upiory – zjawia się Gaspard. Wychodzi na jaw, że to on wymyślił te opowieści, aby czerpać zyski z majątku Corneville. Na wieży rozbrzmiewają się dzwony kornewilskie.

### Akt III
Zubożały i obłąkany Gaspard snuje się po okolicy. Tymczasem Dziewanna, jako dziedziczka majątku jeździ we wspaniałej karecie. Jej stangretem jest Grenicheux. Hrabia Henryk mieszka w zamku z Germaine jako służącą, lecz szuka okazji, aby zmienić ich relację. Germaine jest wierna Grenicheux, sądząc, że to on wyratował ją z morskich fal. Podsłuchuje jednak rozmowę, z której dowiaduje się, że w rzeczywistości jej wybawcą był Henryk, który tylko przekazał omdlałą dziewczynę na ręce rybaka, nie czekając aż odzyska ona przytomność. Grenicheux celowo nie wyprowadzał Germaine z błędu, teraz jednak przyrzeka wyznać prawdę. Tymczasem Gaspard w przebłysku świadomości ujawnia prawdę o Germaine: w rzeczywistości to ona, a nie Dziewanna jest niemowlęciem powierzonym mu przed laty przez hrabiego de Lucenay. Na szczęście nie była jego biologicznym dzieckiem, lecz zaadoptowanym, które hrabia pokochał jak własne – nie ma więc pokrewieństwa między Henrykiem i Germaine i mogą się bez przeszkód pobrać.

## Recepcja
Dzwony kornewilskie osiągnęły ogromny sukces. Tylko w pierwszym roku po premierze w Paryżu odbyło się 461 przedstawień tej operetki. Były wielokrotnie wystawiane w wielu krajach, także w Polsce.